# Robert D. Anderson and the Legacy of Cthulhu
Robert D. Anderson and the Legacy of Cthulhu (известная в России как Проект «Андерсон») — компьютерная игра в жанре action-adventure, разработанная австрийской компанией Homegrown Games и изданная JoWooD Entertainment. Локализацией игры в России занималась Руссобит-М. Релиз состоялся в июле 2007 года для Европы и 21 декабря 2007 года для России.

## Игровой процесс
Robert D. Anderson and the Legacy of Cthulhu — компьютерная игра в жанре action-adventure. Игра разделена на 15 глав, в каждой главе игрок перемещается по замку, взаимодействуя с различными NPC и решая головоломки.

## Разработка
27 июля 2007 была выпущена демо-версия игры.

## Отзывы критиков
| Сводный рейтинг       | Сводный рейтинг |
| Агрегатор             | Оценка          |
| --------------------- | --------------- |
| «Критиканство»        | 13/100          |
| Иноязычные издания    |                 |
| Издание               | Оценка          |
| Jeuxvideo.com         | 5/20            |
| Русскоязычные издания |                 |
| Издание               | Оценка          |
| Absolute Games        | 1 %             |

Robert D. Anderson and the Legacy of Cthulhu получила отрицательные отзывы критиков, согласно агрегатору рецензий Критиканство. Татьяна Гарина из Absolute Games назвала игру «великим произведением мусорного искусства».